# Friedrich Baumfelder

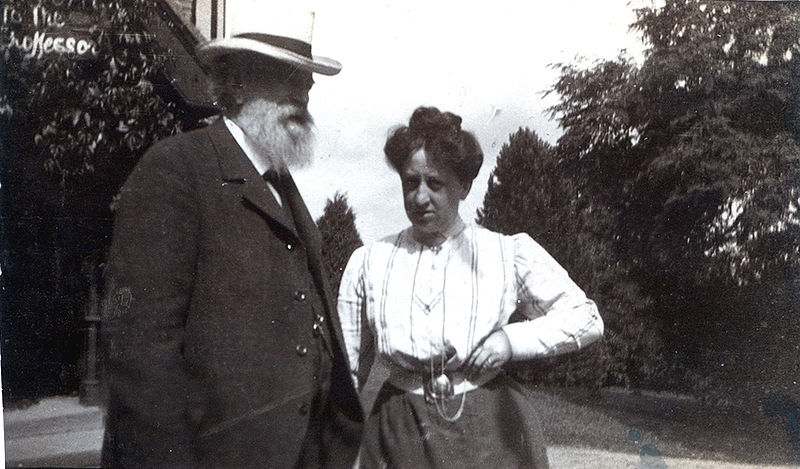
Friedrich Baumfelder (links) mit seiner Frau Emma auf einer Reise in England.

Friedrich August Wilhelm Baumfelder (* 28. Mai 1836 in Dresden, Königreich Sachsen; † 8. August 1916 ebenda) war ein deutscher Komponist, Kantor, Dirigent und Pianist.

## Leben
Er war das dritte von insgesamt sieben Kindern. Sein Vater Carl Friedrich Gotthelf war Oberlehrer und Direktor an der königlich-sächsischen Garnisonsschule „Rath und Tath“ in Dresden und trug wesentlich zur Reformierung des sächsischen Bildungswesens mit seiner Bell-Lancasterschen Lehrmethode des wechselseitigen Unterrichts bei. Seine Mutter war Friederike Ernestine (1806–1882). Die Musik, insbesondere die geistliche, hatte im Hause Baumfelder einen hohen Stellenwert. Friedrichs musikalische Begabung führte zur Veröffentlichung seiner ersten Werke, als er erst 14 Jahre alt war. Auch sein Bruder Gustav (1839–1925) trug das elterliche Erbe weiter. Er wurde Pfarrer und Protadiakonus in Zittau und Kirchenmusiker.
Friedrich Baumfelder erhielt seine musikalische Ausbildung bei dem Kantor der Dresdner Kreuzkirche Ernst Julius Otto und bei Johann Schneider, einem damals bedeutenden sächsischen Hoforganisten. Er studierte am berühmten Leipziger Konservatorium zusammen mit Ignaz Moscheles und Moritz Hauptmann.
In Dresden arbeitete er als Musiklehrer und gab Klavierunterricht. Dazu erstellte er Alben mit selbstkomponierten Stücken für Kinder und Jugendliche. Sein berühmtester Schüler war Georg Schumann.
Friedrich Baumfelder bekam eine Stelle als Kantor an der Dreikönigskirche zu Dresden. Er heiratete im Jahr 1863 die Engländerin Emma Skrimshire, eine Pfarrerstochter aus Longthope. Aus der Ehe gingen fünf Söhne und zwei Töchter hervor. Längere Zeit hielt er sich in England, Frankreich und in Amerika auf. Er veröffentlichte dort eine Vielzahl seiner Werke.
Im Jahr 1875 wurde er zum Direktor der Robert Schumannschen Singakademie berufen und leitete diese mehrere Jahrzehnte. Zwei Jahre stand auch die Dresdner Liedertafel unter seiner Führung. In deren Gedenkschrift aus dem Jahr 1936 heißt es:

„Am 28. Mai d. J. sind es 100 Jahre, daß Friedrich Baumfelder geboren wurde. Noch viele Dresdner werden sich der hohen Greisengestalt mit dem weißen, wallenden Haar unter dem breiten Hut erinnern […] Auch als Komponist ist Friedrich Baumfelder hervorgetreten mit mehreren Oratorien, der Vertonung des 40. Psalms (den er mit der Liedertafel und vielen Solisten aufführte) und anderen Werken […] Die Liedertafelgeschichte erzählt von ihm, daß er ein eifriger und allzeit bereiter, mit den liebenswürdigsten Eigenschaften ausgestatteter Dirigent gewesen sei. Sie berichtet weiter unter ihm von einem großen Sedankonzert 1877 (einer Erinnerung an die berühmten vaterländischen Liedertafelabende während des Krieges 1870/71) und einer Gesangshuldigung beim silbernen Ehejubiläum der königlichen Majestäten 1878 in Pillnitz. – Die Dresdner Liedertafel wird ihres einstigen musikalischen Führers durch Kranzniederlegung auf dem Trinitatisfriedhof gedenken […]“

Friedrich Baumfelders Grab auf dem Trinitatisfriedhof ist nicht erhalten.

## Kompositionen
Ein besonderes Gewicht seiner musikalischen Arbeit lag indes in der Komposition. Zu seinen zahlreichen Werken gehören eine Sinfonie, eine Oper, Ouvertüren, Klavierkonzerte, einige Motetten, eine Suite und eine Klaviersonate.
Viele seiner Werke sind dem Begriff Salonmusik zuzuordnen.
Insbesondere an den Musikhochschulen in den USA gehören heute einige seiner Werke zu den Standardprogrammen der Studenten. Seit Kurzem ist Friedrich Baumfelders Bekanntheitsgrad auch in Deutschland gewachsen. Das Rondo „Good Humor“ wurde auch mit deutschen Solisten öffentlich gespielt, die Motette „Danket dem Herrn“ wurde durch die „Sächsische Posaunenmission“ auf CD aufgenommen, auf dem Videoportal YouTube sind ein paar Stücke von F.A.W. Baumfelder zu hören.
Am Sonntag Jubilate, dem 21. April 2013, wurden die beiden Motetten „Barmherzig und gnädig ist der Herr“ und „Danket dem Herrn“, mit Worten aus Psalm 103 und 106, anlässlich des Kirchweihfestes der Christophoruskirche in Dresden-Leuben durch Kantor Dr. Kinne wieder aufgeführt. Die Partituren beider Motetten für gemischten vierstimmigen Chor konnten in der Staats- und Universitätsbibliothek Dresden entdeckt werden.

## Werke (Auswahl)
Die Auswahl dieser Werke stellt keine Wertung dar. Das Werkverzeichnis von Friedrich Baumfelder weist über 400 Kompositionen aus. Viele seiner Werke scheinen in den Kriegswirren des Zweiten Weltkrieges verloren gegangen zu sein.
- Transcriptions élégantes … / No. 3 / Chœur des soldats de l’opéra: «Faust» de Gounod
- Marche militaire pour Piano, op. 65
- Transcription brillante sur l’air anglais: God bless the Prince of Wales pour Piano, op. 67
- Valse brillante de l’opéra „Roméo et Juliette“ de Ch. Gounod, op. 165
- Peasant Dance (Bäuerlich Tanz). op. 208, Nr. 5 G-Dur
- Styrienne pour piano. Schott. Mainz. nach 1873, op. 263
- 10 Kinderlieder von Carl Gärtner: mit Begl. der Pianoforte (ohne Octavenspannungen). op. 268
- Du hörst mir durch die Tannen. Lied. Ausgabe für Klavier mit überlegter Singstimme. Nach einem Gedicht von Julius Schanz. Transcription für Pianoforte
- Good Humor. Rondo
- Coral Polonaise. Century Music Publishing Company. New York
- Tyrolienne (Ländler). J. H. Fannce Co., 1910